# Phare de l'Île Plane
 (novembre 2023).
Si vous disposez d'ouvrages ou d'articles de référence ou si vous connaissez des sites web de qualité traitant du thème abordé ici, merci de compléter l'article en donnant les références utiles à sa vérifiabilité et en les liant à la section « Notes et références ».
Le phare de l'Île Plane est un phare situé sur l'île Plane, dans le prolongement du cap Sidi Ali El Mekki (golfe de Tunis), proche de la ville de Ghar El Melh (dépendant du gouvernorat de Bizerte en Tunisie).
Les phares de Tunisie sont sous l'autorité du Service des phares et balises de la République tunisienne (SPHB).

## Description
Le phare est érigé au centre de l'île Plane qui se trouve à deux kilomètres du cap Farine ou cap Sidi Ali El Mekki qui marque l'entrée nord-ouest du golfe de Tunis. C'est un feu de quatrième ordre mis en service en juin 1888. C'est une tour à base carrée, avec galerie et lanterne, de douze mètres de haut, sur un bâtiment d'un seul étage. La tour est peinte en blanc avec deux bandes horizontales rouges ; les galeries et lanternes sont aussi rouges.
À une hauteur focale de vingt mètres au-dessus du niveau de la mer, il émet deux éclats blancs ou rouges (selon les secteurs) toutes les dix secondes. Le feu blanc a une portée de quinze milles nautiques (environ 27 kilomètres) et le feu rouge une portée de onze milles nautiques (environ vingt kilomètres).
L'île est désertique et n'est accessible qu'en bateau.
Identifiant : ARLHS : TUN024 - Amirauté : E6414 - NGA : 22056.
|            |
| Île Plane. |

|              |
| Vue d'avion. |

### Lien connexe
- Liste des principaux phares de Tunisie
- Liste des phares et balises de Tunisie